# Plocepasser donaldsoni
Plocepasser donaldsoni е вид птица от семейство Врабчови (Passeridae).

## Разпространение
Видът е разпространен в Етиопия, Кения и Сомалия.